# Kopelman Quartett
Das Kopelman Quartett ist ein im Jahr 2002 in Moskau gegründetes Streichquartett, das aus den Musikern Michail Kopelman und Boris Kuschnir (Violine), Igor Sulyga (Viola) und Michail Milman (Violoncello) besteht.

## Musikalische Ausrichtung
Alle vier Musiker waren in den 1970er Jahren Absolventen des Moskauer Tschaikowski-Konservatoriums. Es versteht sich als Nachfolger des angesehenen Borodin-Quartetts. Michail Kopelman war Erster Geiger im Borodin-Quartett, Boris Kushnir und Igor Suliga arbeiteten mit Dmitri Schostakowitsch zusammen.
Das Ensemble nimmt an internationalen Festivals teil und gastierte  im Wiener Musikverein, in der Londoner Wigmore Hall und im Concertgebouw Amsterdam. 

## Veröffentlichungen
2006 und 2007 sind zwei CDs erschienen:
- Dmitri Schostakowitsch, Streichquartette Nr. 3, in F-dur, op. 73 und Nr. 7, in fis-moll, op. 108
- Sergei Prokofjew, Streichquartett Nr. 2 in F- dur, op. 92, Peter Tschaikowski, Streichquartett Nr. 3 in es-moll, op. 30 und Franz Schubert, Streichquartett in d-moll, Deutsch-Verzeichnis 810, Der Tod und das Mädchen